# 木村正人
木村 正人（きむら まさと、1936年3月24日 - 2018年5月17日）は、日本の実業家である。コープこうべの元組合長理事。兵庫県出身。

## 略歴
1958年大阪経済大学卒業、1961年灘生協（現コープこうべ）に入所、1981年常勤理事、1987年常務理事、同年12月専務理事を経て、1993年組合長理事に就任。日本流通産業副社長、大阪北生活協同組合理事なども兼任した。
組合長在任時には阪神・淡路大震災が発生。行政と協力し、被災者に緊急物資の提供をいち早く実施するなど、同生協自身の復旧支援のみならず、広く被災者の救援にあたったことで社会的にも評価され、生協への強い信頼を得ることにつなげた。